# Sinovac Biotech
Sinovac Biotech Ltd. (кит. 北京科兴生物制品有限公司) — китайская биофармацевтическая компания, занимающаяся исследованием, разработкой, производством и продажей вакцин для защиты человека от инфекционных заболеваний. Компания базируется в Пекине.

## Продукция
Коммерческими вакцинами Sinovac являются Healive (от гепатита A), Bilive (комбинированный от гепатита A и B), Anflu (от гриппа), Panflu (от H5N1) и PANFLU.1 (от H1N1). Sinovac в настоящее время разрабатывает универсальную вакцину против пандемического гриппа и вакцину против японского энцефалита.
Sinovac разрабатывает вакцины против энтеровируса 71, универсального пандемического гриппа, японского энцефалита и бешенства у людей. Его дочерняя компания Tangshan Yian проводит полевые испытания самостоятельно разработанных инактивированных вакцин против бешенства для животных.
В середине апреля 2020 года Китай утвердил клиническое испытания для вакцины от COVID-19, разработанной Sinovac. Вакцина, получившая название CoronaVac, представляет собой инактивированную цельновирусную вакцину против COVID-19.